# Radio Metropole
Radio Télé Metropole ist ein privates Rundfunkunternehmen in Haiti, das französischsprachige Hörfunk- und Fernsehsendungen ausstrahlt und seine Programminhalte auch im Internet anbietet. Es hat seinen Sitz im Stadtteil Delmas der haitianischen Hauptstadt Port-au-Prince.

## Geschichte
Radio Metropole wurde am 8. März 1970 von Herbert („Herby“) Widmaier  gegründet. Dessen Vater Ricardo Widmaier hatte ebenfalls einen Rundfunksender betrieben (HH3W-Radio Haiti) und sein Großvater Richard Widmaier hatte in den 1950er und 1960er Jahren mit der Gründung der ersten haitianischen Druckerei, die das Verfahren der Lithografie nutzte, der Zeitungsbranche des Landes neue Wege eröffnet.
Mit dem Rundfunkingenieur Roland Dupoux und dem Reporter und Moderator Bob Lemoine setzte Radio Metropole unter den wenigen Radiosendern des Landes Zeichen für Innovationen. Es war der erste kommerzielle Radiosender auf dem UKW-Band, sendete ab 1975 als erster Sender in Stereo, verwendete ab 1980 auf Compact Discs verfügbare Musik und setzte als erster Sender Haitis für Live-Reportagen tragbare Transceiver ein. Im Bereich der Programmgestaltung war Radio Metropole einer der ersten Sender, die das Telefon als Kommunikationsmittel im Radio einsetzten und Hörer direkt in Sendungen mitreden ließen.
Herbert Widmaiers älterer Sohn Richard Widmaier übernahm den Sender, während dessen jüngerer Bruder Joël Widmaier sich dem Jazz widmete und als Präsident der haitianischen Jazz-Stiftung das jährlich stattfindende internationale Jazz-Festival von Port-au-Prince ausrichtet.

## Programme
Im Radio werden morgens, mittags und abends Nachrichtensendungen von einer Stunde Dauer ausgestrahlt. Das tägliche Feature „Le Point“ widmet sich einem Schwerpunktthema, während das Programm „Eksprès 4è“ eine tägliche Zusammenfassung der wichtigsten Meldungen in kreolischer Sprache liefert.
Feste Bestandteile des Fernsehprogramms sind:
- „Le Point“, eine Stunde, um ein oder mehrere aktuelle Themen mit prominenten Gästen von Montag bis Freitag zu beleuchten. Die Sendung wird auch im Radio ausgestrahlt,
- „MetroNews“ als Hauptnachrichtensendung,
- Reportagen,
- „Rendez-Vous Economique“, Magazin mit Schwerpunkt Wirtschaft und
- „Les Échos de la finance“ als weiteres Wirtschaftsmagazin.

Die Website von Radio Metropole informiert in Artikeln über die Programminhalte des Radio- und Fernsehprogramms und verlinkt ferner zu einem Live-Streaming des Radios und zu Fernsehprogrammen auf YouTube.
Radio Metropole sendet analog im Bereich der Ultrakurzwelle auf der Frequenz 100,1 MHz.
Sitz des Senders ist die Straße Delmas 52 in dem mit der Hauptstadt Port-au-Prince zusammengewachsenen Ort Delmas.